# Юлія Віпплінґер
Юлія Віпплінґер (англ. Julia Wipplinger; 23 жовтня 1923 — 15 червня 1989) — колишня південноафриканська тенісистка.
Найвищим досягненням на турнірах Великого шолома був фінал в парному розряді.

## Фінали турнірів Великого шолома

### Парний розряд (2 поразки)
| Результат | Рік  | Турнір                                 | Покриття | Партнерка         | Суперниці                      | Рахунок  |
| --------- | ---- | -------------------------------------- | -------- | ----------------- | ------------------------------ | -------- |
| Поразка   | 1952 | Відкритий чемпіонат Франції з тенісу   | Ґрунт    | Газель Редік-Сміт | Доріс Гарт Ширлі Фрай          | 5–7, 1–6 |
| Поразка   | 1954 | Відкритий чемпіонат Австралії з тенісу | Трава    | Газель Редік-Сміт | Мері Бевіс Готон Берил Пенроуз | 3–6, 6–8 |